# Danshi Kōkōsei no Nichijō
Danshi Koukousei no Nichijou (男子高校生の日常 lit. La vida diaria de los chicos de preparatoria?), es un manga escrito por Yasunobu Yamauchi. Fue adaptado a comienzos del 2012 al anime por el estudio Sunrise bajo la dirección de Shinji Takamatsu.

## Argumento
Tadakuni, Hidenori y Yoshietake son tres estudiantes de la Preparatoria Sanada del Norte, sólo para hombres. Al no haber chicas, los chicos se encuentran desinhibidos, por lo cual suelen hacer tonterías, contar historias o a planear cómo conseguir novia. La serie también evalúa algunos mitos presentes en el instituto: ¿serán las chicas realmente más ordenadas, limpias y tranquilas que los chicos?

## Personajes

### Principales
Tadakuni (タダクニ Tadakuni?)
 Seiyū: Miyu Irino
Personaje principal de la serie y amigo de Hidenori y Yoshitake. Un estudiante en la preparatoria Sanada del Norte, que actúa como el chico recto del grupo. Por lo general se envuelve en las ideas salvajes de Hidenori y Yoshitake a pesar de su desaprobación. Él es bueno en contar historias de "fantasmas", aunque la mayoría de las veces se les compensa. Tiene una hermana menor a la que apenas habla y es más fuerte que él y sus amigos. También trabaja a tiempo parcial en un restaurante de pizza. A pesar de ser presentado como un protagonista, recibe el menor papel en el trío. En el anime, se explica que él estaba allí para la mayor parte de las aventuras del trío, pero a pesar de que el programa es sobre la vida cotidiana de los estudiantes de preparatoria, los editores sólo quieren la vida "interesante" de los estudiantes de preparatoria. Él se corta por lo tanto para ahorrar tiempo.
Hidenori (田畑 ヒデノリ Tabata Hidenori?)
 Seiyū: Tomokazu Sugita, Yūko Sanpei (pequeño)
Uno de los tres personajes principales y parte del trío de amigos de Tadakuni. Es de mentalidad fantasiosa. Es el cuatro-ojos del trío principal y también un estudiante de la preparatoria Sanada del Norte, que es el que por lo general hace que el grupo se involucre en sus planes locos. Solía ser intimidado en el pasado hasta que fue salvado por tirador de goma. Su hermano mayor, Yūsuke solía ser el líder del grupo, hasta que fue a la universidad.
Yoshitake (田中 ヨシタケ Tanaka Yoshitake?)
 Seiyū: Kenichi Suzumura
Uno de los tres personajes principales y parte del trío de amigos de Tadakuni. Si bien tiene un aspecto sombrío, es de personalidad jovial, y suele congraciarse con las ocurrencias de Hidenori. Es el personaje de cabello teñido del trío principal, que por lo general va de la mano con el esquema de Hidenori muy a la desaprobación de Tadakuni. Era tirador de goma en el pasado y había luchado con Habara junto con Yanagin y Karasawa en esa identidad. Ya en la escuela primaria, tuvo muchos momentos embarazosos que sus amigos habían confundido con Mitsuo. Tiene una hermana violenta que es un año mayor que él.

### Consejo Estudiantil de la Preparatoria del Norte
Presidente (会長 Kaichō?)
 Seiyū: Akira Ishida
Presidente del Consejo Estudiantil de la Preparatoria Sanada del Norte, deja que el vicepresidente haga la mayor parte de las tareas de su organismo, parece tener un gusto en molestar a la presidenta de la preparatoria Este, Ringo; pero ella termina golpeándolo en algunas ocasiones.
Vicepresidente (副会長 Fukukaichō?)
 Seiyū: Hiroki Yasumoto
Es el vicepresidente del consejo estudiantil de la Preparatoria Sanada del Norte. Tiene un aspecto temible, sin embargo es un caballero de gran gentileza y aplomo.
Motoharu (モトハル Motoharu?)
 Seiyū: Daisuke Namikawa
Motoharu es compañero de Tadakuni, Hidenori y Yoshitake. A pesar de su aspecto de delincuente y su mirada sombría, Motoharu es un chico tímido y tranquilo. En la infancia, su hermana mayor jugaba con él haciéndole girar en círculos por el aire, razón por la cual desarrolló una suerte de trauma infantil. Pertenece al consejo estudiantil de la Preparatoria Sanada del Norte.
Karasawa (唐沢 としゆき Karasawa Toshiyuki?)
 Seiyū: Yuuki Ono
Karasawa es amigo de Tadakuni, Hidenori y Yoshitake. Siempre utiliza gorra, razón por la cual se generaron varios mitos sobre qué esconde debajo de ella. Es hábil en ventriloquia y para imitar sonidos. Pertenece al consejo estudiantil de la Preparatoria Sanada del Norte.

### Chicas de Preparatoria del Este
Ringo-chan (りんごちゃん?)
 Seiyū: Aoi Yūki
Presidenta del consejo estudiantil de la Preparatoria del Este, sólo para mujeres. Es de personalidad agresiva, competitiva, y experimenta una gran rivalidad con el consejo estudiantil de la Preparatoria del Norte, en especial con su presidente. Se siente frustrada al reconocer la superioridad en orden y hospitalidad que reina en la sala del consejo estudiantil masculino , ella es un poco cabeza hueca por lo se suele ser engañada con facilidad , como confundir los ronquidos de Karasawa con el maullar de un gato y ponerse de pie en una escalera solo para que el consejo estudiantil miran sus bragas desde abajo.

### Las chicas de preparatoria son anormales
Las chicas de preparatoria son anormales (女子高生は異常 Joshi kōsei wa ijō?) es un segmento de corta duración que aparece al final de cada capítulo, con una historia sencilla y concisa que envuelve a tres chicas de preparatoria: Habara, Yanagin e Ikushima. Es la contraparte femenina de Danshi Koukousei no Nichijou.
Habara (羽原?)
 Seiyū: Yukana
Dentro de Las chicas de preparatoria son anormales es la más tranquila y sensible, y por su personalidad podría ser considerada la contraparte de Tadakuni. Tiene un hermano mayor.se conoce también que ella podría ser la archdemon cuando era más pequeña y lo oculta con su apariencia.
Yanagin (ヤナギン?)
 Seiyū: Yu Kobayashi
Dentro de Las chicas de preparatoria son anormales es la más fantasiosa y violenta. Desprecia profundamente a los chicos y siente lástima y envidia por ellos. Yanagin insta a sus amigas a hacer estupideces tales como formar una banda de rock, jazz, karate, kendo, mahjong, nado sincronizado o pretender ser cyborgs; cualquier cosa con el fin de ganar dinero e ir a Londres. Por su forma de ser, podría ser considerada la contraparte de Hidenori.
Ikushima (生島?)
 Seiyū: Chiwa Saito
Es parte de Las chicas de preparatoria son anormales y suele congraciar con las ideas de Yanagin viene siendo la contraparte de Yoshitake.

### Otros
Mitsuo (ミツオ?)
 Seiyū: Nobuhiko Okamoto
Alumno de la Preparatoria Sanada del Norte. Es de personalidad ingenua. Pertenece al equipo de rugby. Aunque realmente quería formar parte del equipo de fútbol.
Chica literaria (文学少女?)
 Seiyū: Yōko Hikasa
Su nombre es Yassan.Aparenta ser tímida y de personalidad silenciosa. Se le puede ver en la orilla del río leyendo libros. En ocasiones se acerca a Hidenori con la esperanza de cumplir su sueño de tener un encuentro romántico al estilo "chicos conocen chicas", situación que ocasionalmente acaba en un diálogo poético entre Hidenori y la Chica literaria sobre el viento , se ve que se está enamorando de Hidenori ya que lo persiguió corriendo solo para explicarle que el chico que con que estaba solo era un amigo. En el último capítulo de la serie al fin logra su encuentro "chicos conocen chicas" con Hidenori.
Hermana de Tadakuni (タダクニの妹?)
 Seiyū: Ayahi Takagaki
Es de personalidad violenta, y no duda en castigar a aquellos que le roban su ropa interior. Suele escuchar a escondidas las conversaciones de su hermano con sus amigos. Durante la serie, curiosamente, jamás se le ve el rostro.
Hermana de Yoshitake (ヨシタケの姉?)
 Seiyū:  Ami Koshimizu
Es la hermana sin rostro y de cabello corto de Yoshitake que no se lleva bien con su hermano. Fuerte y violenta, ella es la líder de las chicas que le afeitan la barba de Motoharu. Ella es también está muy preocupada por no tener un novio. Ella está enamorada del hermano mayor de Hidenori, Yūsuke, quien la llama "Tanaka".
Mino (ミノ?)
 Seiyū: Risa Hayamizu
La hermana mayor de Motoharu. Ella siempre se ve preguntándole a Motoharu que quiere para la cena y por lo general cocina para su hermano, ya que sus padres no están en casa. Ella se lleva bien con Motoharu a diferencia de la mayoría de los otros hermanos (aunque a ella también le gustaba intimidar a Motoharu en el pasado).
Matsumoto Takahiro (松本 たかひろ?)
 Seiyū: Showtaro Morikubo
Él es el compañero de clases de La Chica Literaria. Él también vive cerca de la casa de Habara y fue intimidado por Habara en la escuela primaria.
Nago (奈古?)
 Seiyū: Junko Minagawa
Compañera de medio tiempo en el mismo lugar de pizza que Tadakuni trabaja, que tiene un complejo por su aspecto. Cuando se quita las gafas y se abre mucho los ojos, ella es irreconocible. Ella va a la misma escuela que Yanagin.
Yūsuke Tabata (田畑 ユウスケ?)
 Seiyū: Takahiro Sakurai
El hermano mayor de Hidenori y exlíder del grupo principal. La hermana mayor de Yoshitake está enamorada de él, pero él prefiere no acercarse a ella. Siempre la llama "Tanaka".
Yukana (由香奈?)
 Seiyū: Madoka Yonezawa
Una rica jovencita que aparece por un breve sketch después de la canción ED del Episodio 2. Ella tiene un gusto por la corona que sus mayordomos tienen miedo se caiga.
Emi (絵美?)
 Seiyū: Kaori Mizuhashi
Una chica con la piel bronceada que se reunió con Hidenori durante el verano, cuando fue a visitar a sus abuelos. Pasó el verano saliendo con Hidenori y Kiyohiko y desarrolla sentimientos por Hidenori. Justo antes de que le confesara sus sentimientos, Hidenori reveló que, sin saberlo ella, en realidad son primos.
Kiyohiko (清彦?)
 Seiyū: Yūichi Iguchi
Amigo de la infancia de Emi, que vive al lado suyo.

## Obra

### Anime
Danshi Kōkōsei no Nichijō fue adaptado al anime desde el 9 de enero de 2012, y contó con un total de 12 capítulos de 25 minutos de duración cada uno.

#### Producción
- Director - Shinji Takamatsu
- Musica - Audio Highs
- Productor - Sunrise, Square Enix, NIS America, Inc.
- Estudio - Sunrise
- Cadena - TV Tokio

### Banda sonora
El tema del opening se titula “Shiny Tale”, el cual es interpretado por Mix Speaker's, Inc. 
El ending N.º 1 corresponde al tema de la Chica literaria (文学少女 Bungaku Shōjo?), interpretado por ENA, y abarca el primer capítulo de la serie. El ending N.º 2 aparece desde el segundo capítulo, se titula Ohisama (おひさま?), y es interpretado por Amesaki Annainin (雨先案内人?).